# Szob
Szob è una città di 2.971 abitanti situata nella contea di Pest, nell'Ungheria settentrionale. 
Si trova sul Danubio, presso la confluenza del fiume Ipoly.